# Antonio Ferrer del Río
Antonio Ferrer del Río (Madrid, 1814-El Molar, 22 d'agost de 1872) va ser un historiador, periodista i escriptor espanyol, enquadrat en el Romanticisme.

## Biografia
Deixeble d'Alberto Lista i amic de Manuel José Quintana, va viure de jove a Cuba i va col·laborar en la premsa de l'Havana. El seu discurs d'ingrés en la Reial Acadèmia de la Llengua Espanyola va versar sobre l'oratòria sagrada al segle xviii. Va dirigir La América i fou redactor d' El Laberinto, Revista Española de Ambos Mundos i El Heraldo.

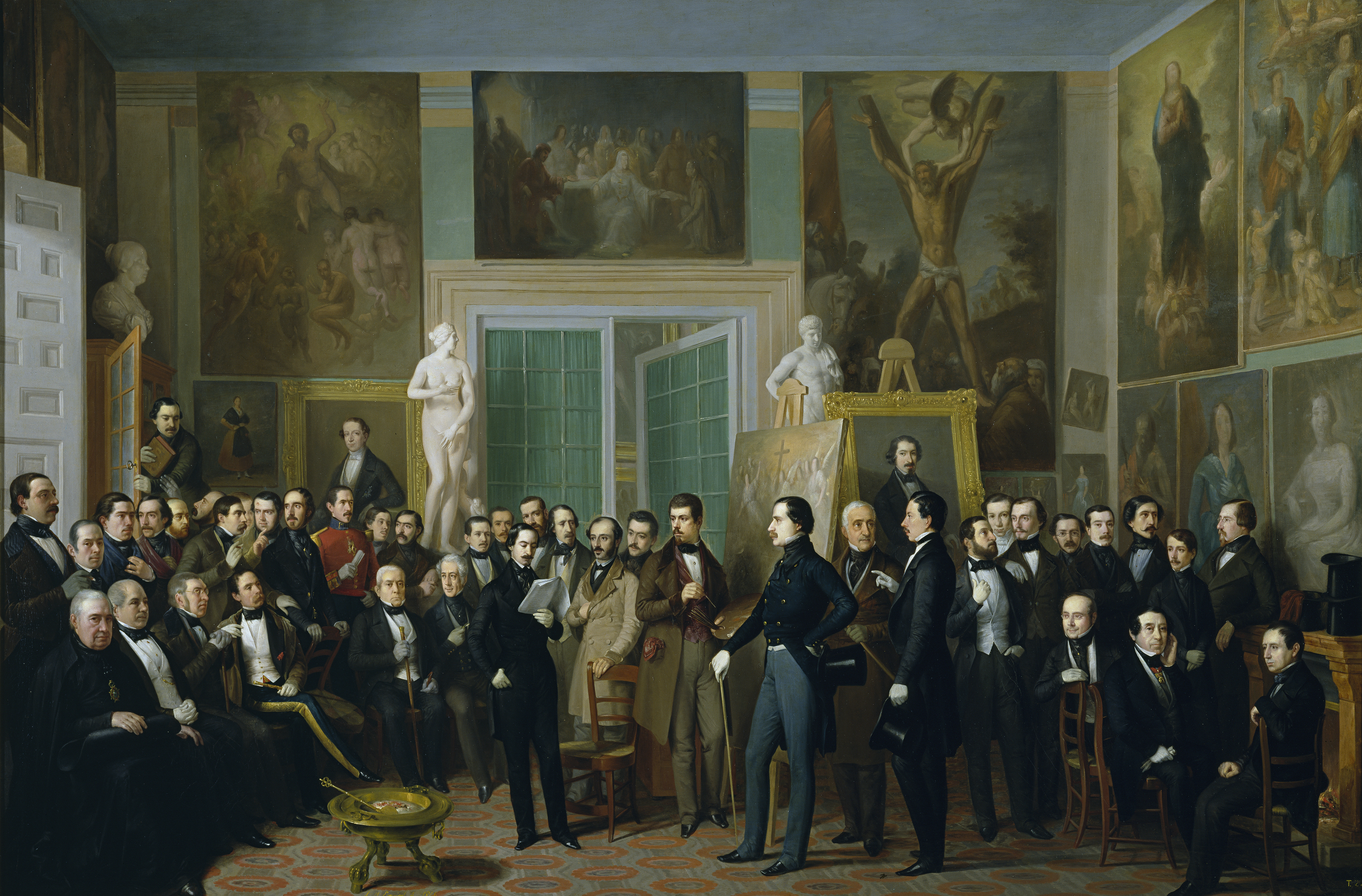
Antonio Ferrer del Río retratat a Los Poetas contemporáneos, d'Antonio María Esquivel.

A vegades va usar el pseudònim El Madrileño. Compusà drames històrics com La senda de espinas (1859) o Francisco Pizarro (1861), sobre les circumstàncies de la mort de Francisco Pizarro. El seu discurs en contestació al d'Antonio García Gutiérrez en el seu ingrés a l'Acadèmia (1862) té interès a tractar sobre el refranyer com a condensació de la filosofia de la història espanyola. Va traduir la Historia universal (1847-1850) de César Cantú. Participà en la col·lecció costumrista El sombrero (1855). Va escriure diverses obres històriques, entre les quals destaca Historia del reinado de Carlos III (1856). La seva Galería de la literatura española (1846) conté nombroses anècdotes i valuosos judicis sobre els principals autors romàntics.
Figura en la col·lecció de quadres costumistes Los españoles pintados por sí mismos amb tres treballs excel·lents de summe interès social. "El indiano" al·ludeix a la pobresa de Galícia i Astúries que obliga als seus habitants a emigrar a Amèrica i estudia el comportament de l'emigrant al seu retorn. En "El diputado a Cortes" comenta irònicament la rapidesa de les revolucions a Espanya que fa que les Corts apareguin i desapareguin com per art de màgia, i analitza el funcionament interior de la institució, les seves intrigues, els seus discursos pomposos, el vot dirigit. "El ciego" és vist com un transmissor de notícies polítiques i de literatura de cordill, sense oblidar el seu paper de murri i captaire.